# 宮竹站
宮竹站（日语：／ Miyatake eki */?）是位於石川縣能美郡辰口町宮竹（現時：能美市宮竹町），北陸鐵道能美線的鐵路車站（廢站）。

## 歷史
- 1925年（大正14年）6月5日：能美電氣鐵道啟用[1]。
- 1931年（昭和6年）12月18日（通知）：新設列車交會設備[2]。
- 1939年（昭和14年）8月1日：金澤電氣軌道收購合併能美電氣鐵道[3]。
- 1941年（昭和16年）8月1日：北陸合同電氣（現時：北陸電力）合併金澤電氣軌道。
- 1943年（昭和18年）10月13日：在轉讓業務下，成為北陸鐵道能美線車站。
- 1968年（昭和43年）9月1日 - 9月6日：取消此站的閉塞，廢除列車交會設備和貨運側線。月台只剩下1面1線的單式月台[2]。同時成為無人車站[2]。
- 1980年（昭和55年）9月14日：能美線全線廢除，此站也被廢除[1]。

## 車站構造
在車站全盛時期，此站設有列車交會設備，同時閉塞區間與區間之間的分界。此站當時還有貨運側線，起卸的貨物包括米、肥料和紡織品。另外，於站舍附近設有維護路軌人員常駐和專屬的建築物。在晩年只剩下1面1線的單式月台，月台上設有木製站舍。

## 車站周邊
- 宮竹郵局
- 宮竹保育園
- 能美市立宮竹小學
- 北陸先端科學技術大學院大學
- 東京Process Services
- 石川高科技交流中心
- 正林寺
- 宮本酒造店

## 現狀
車站遺址變成公園。

## 相鄰車站
北陸鐵道
能美線
燈台笹－宮竹－三口

## 注腳
1. 1 2  今尾惠介《日本鐵道旅行地圖帳》6號 北信越（新潮社、2008年）p.28
2. 1 2 3 4  RM LIBRARY 230 北陸鉄道能美線（寺田裕一著　Neko出版　2018年10月1日初版）p.42
3. ↑  7月27日 得到許可「鉄道譲渡」《官報》1939年7月31日（國立國會圖書館數碼化收藏）
4. 1 2 3 4  . 石川県能美市. 2014  [2022-02-20]. （原始内容存档于2024-04-24） （日语）.

## 相關項目
- 日本鐵路車站列表 Mi